# Torrent de Son Verí
El torrent de Son Verí és un torrent que es troba al terme de Llucmajor, Mallorca. Solca la Marina de Llucmajor a través de tres branques significatives que, originades dins terres de les possessions Son Granada de Baix, Son Granada de Dalt i So n'Eriçó, conflueixen prop de la possessió de Son Verí de Baix. A continuació el curs travessa aquesta possessió i rep l'aportació del torrent de na Clot, que es forma prop de Cas Garriguer. Desemboca a s'Arenal, al Racó d'es Pouet, ocupat per les instal·lacions del Club Nàutic s'Arenal. Amb 20 km² de superfície de conca, que fan part del vessant hidrogràfic de Palma, té aproximadament 6 km de recorregut. Té un curs molt sinuós que discorre entre la cota dels 118 m i el nivell de la mar, amb un pendent molt suau (1,96%). El seu règim d'escorrentia és episòdic, associat a fenòmens de pluja sobre la seva conca, finalitzant una vegada s'ha drenat l'aigua caiguda. Així canalitza aigua dues o tres voltes cada decenni, essent el seu cabal irregular, de la mateixa manera que ho són els règims pluvials sobre la seva conca. Revingudes importants foren les del setembre de 1962 i la de l'octubre de 1974.
A la desembocadura també és conegut com a torrent de s'Algar i torrent des Saluet. Més amunt es coneix com a torrent des Pont de ses Set Boques i torrent de sa Creueta, perquè en aquest tram hi conflueixen diverses branques. Més amunt és conegut com a torrent de na Muleta, torrent de ses Rotes Noves, torrent de ses Planes i torrent de So n'Eriçó.